# Казачий (Луганская область)
Казачий (укр. Козачий) — посёлок, относится к Станично-Луганскому району Луганской области Украины.
Население по переписи 2001 года составляло 462 человека. Почтовый индекс — 93626. Телефонный код — 6472. Занимает площадь 0,83 км².

## История
В 1945 г. Указом ПВС УССР поселок 2-го отделения совхоза «Индустрия» переименован в Козачий.

## Местный совет
93624, Луганська обл., Станично-Луганський р-н, с-ще Широкий, вул. Леніна, 1 (укр.)